# Lymantria rhodopepla
Lymantria rhodopepla este o specie de molii din genul Lymantria, familia Lymantriidae, descrisă de Felder 1874 Conform Catalogue of Life specia Lymantria rhodopepla nu are subspecii cunoscute.